# Liste von Persönlichkeiten der Stadt Aachen
Die folgende Liste enthält Personen, die in Aachen geboren wurden sowie solche, die zeitweise dort gelebt und gewirkt haben, jeweils chronologisch aufgelistet nach dem Geburtsjahr. Die Liste erhebt keinen Anspruch auf Vollständigkeit.

## In Aachen geborene Persönlichkeiten

### 13. bis 17. Jahrhundert

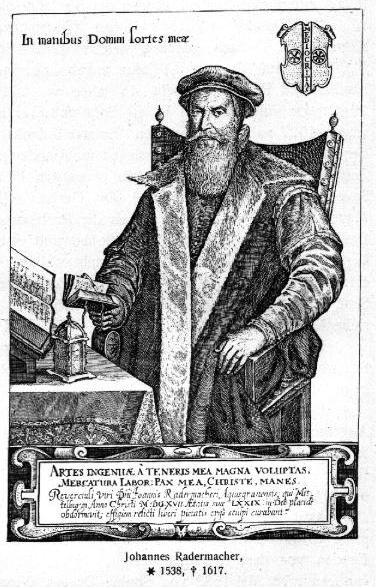
Johan Radermacher der Ältere

- Gerhard Chorus (um 1285 – 1367), Bürgermeister der Reichsstadt Aachen
- Gerhard von Wylre (14. Jahrhundert – 1440), Bürgermeister der Reichsstadt Aachen
- Lambert van der Heggen (15. Jahrhundert–1491), römisch-katholischer Priester, Generalvikar in Köln, Jurist und Rektor der Universität Köln
- Wilhelm von Wylre (15. Jahrhundert – 1508), Bürgermeister der Reichsstadt Aachen
- Johann Pastor (um 1440–28. Februar 1510), Bürgermeister der Reichsstadt Aachen
- Hans von Reutlingen (um 1465 – nach 1547), bedeutendster Goldschmied Aachens
- Matthias Kremer (1465–1557), katholischer Theologe, Professor und Gegenreformator
- Johann von Hochkirchen (1482–1554), Bürgermeister der Reichsstadt Aachen
- Wolter von Wylre (um 1487 – 1529), Bürgermeister der Reichsstadt Aachen
- Johann von Lontzen (um 1497 – um 1591), Bürgermeister der Reichsstadt Aachen
- Hans von Aachen (um 1500 – 1542/45), Geschützmeister und der erste deutsche sowie erster zweifacher Weltumsegler
- Matthias Peltzer (1508 – um 1591), Bürgermeister der Reichsstadt Aachen
- Theobald Craschel (um 1511 – 1587), Weihbischof in Köln
- Heinrich Fabricius (um 1520 – 1595), Schriftsteller der Gegenreformation und Weihbischof in Speyer
- Peter von Zevel (* 1530), Bürgermeister der Reichsstadt Aachen
- Albrecht I. Schrick (1532–1598), Schöffe und Bürgermeister der Reichsstadt Aachen
- Bonifacius Colyn (1533–1608), Schöffe und Bürgermeister der Reichsstadt Aachen
- Jakob Moll (1537–1628), Bürgermeister der Reichsstadt Aachen
- Johan Radermacher der Ältere (1538–1617), Kaufmann und Humanist, Verfasser der ersten niederländischen Grammatik
- Wilhelm von Wylre (1539–1601), Bürgermeister der Reichsstadt Aachen
- Balthasar Fiebus der Ältere (16. Jahrhundert–1665), Bürgermeister der Reichsstadt Aachen
- Peter de Spina II. (1563–1622), Arzt und Professor der Medizin
- Egidius Bleyenheuft (1566–1622), Bürgermeister der Reichsstadt Aachen
- Apollonia Radermecher (1571–1626), Gründerin des Elisabethinenordens
- Johann Nopp (?–1642), Jurist, Lokalpolitiker und Chronist der Geschichte der Stadt Aachen
- Albrecht II. Schrick (1573–1640), Schöffe und Bürgermeister der Reichsstadt Aachen
- Dietrich Speckhewer (um 1578 – 1666), Schöffe und Bürgermeister der Reichsstadt Aachen
- Johann von den Birghden (1582–1645), Postmeister
- Johannes Smetius (1590–1651), Pionier der Provinzialrömischen Archäologie
- Peter de Spina III. (1592–1655), Arzt und Professor
- Caspar von Schwartzenberg (Ende 16. oder Anfang 17. Jahrhundert–1661)
- Melchior von Schwartzenberg (1613–1664), Bürgermeister der Reichsstadt Aachen
- Alberich Burghoff (1613/1614–1685), Zisterzienser, Abt des Klosters Neuzelle
- Nikolaus Fiebus (1622–1672), Bürgermeister der Reichsstadt Aachen
- Gerlach Maw (1622–1681), Bürgermeister der Reichsstadt Aachen
- Hilger Burghoff (1623–1666), Zisterzienser
- Nicolaus Prick (1630–1692), Rechtswissenschaftler und Hochschullehrer
- Mathias Maw (1642–1709), Bürgermeister der Reichsstadt Aachen
- Tilman Schroeder (1645–1706), Bürgermeister der Reichsstadt Aachen
- Balthasar Fiebus der Jüngere (1646–1714/1715). Bürgermeister der Reichstadt Aachen
- Johann Albrecht Schrick (1646–1702), Bürgermeister der Reichsstadt Aachen
- Peter Dahmen (1647–1736), Bürgermeister der Reichsstadt Aachen
- Peter Ludwig Bodden (1648–17. oder 18. Jahrhundert), Bürgermeister der Reichsstadt Aachen
- Johann Wilhelm von Fürth (1648–1698), Bürgermeister der Reichsstadt Aachen
- Johann Josef Brammertz (1668–1729), Orgelbauer
- Ludwig Otto Fürst zu Salm (1674–1738), Wild- und Rheingraf zu Dhaun, Reichsfürst
- Jakob Niclas (1678–1755), Bürgermeister der Reichsstadt Aachen
- Adam Pangh (1679–1728), Zisterzienser-Abt des Klosters Heisterbach
- Martin Lambert de Lonneux (1690–1756), Bürgermeister der Reichsstadt Aachen
- Franz von Fürth (1695–1773), Bürgermeister der Reichsstadt Aachen

### 18. Jahrhundert
- Johann Joseph Couven (1701–1763), Architekt und Baumeister
- Maria Isabella d’Harskamp (1724–1805), Philanthropin
- Clemens Lothar Ferdinand von Fürstenberg (1725–1791), Fideikommissherr, Erbdrost im Herzogtum Westfalen
- Johann Arnold von Clermont (1728–1795), Tuchfabrikant, Industrieller und Bauherr
- Karl Franz Meyer (1728–1795), Historiker, Notar und Prokurator sowie Leiter des Archivs der Stadt Aachen
- Wilhelm Friedrich Cappel (1734–1800), Mediziner
- Jakob Couven (1735–1812), Aachener Baumeister
- Ferdinand Franz Maria Bouget (1741–1818), königlicher und kaiserlicher Generalmajor
- Helene Elisabeth „Betty“ Jacobi, geb. von Clermont (1743–1784), Autorin
- Johann Wilhelm Gottfried von Lommessem (1743–1810), Maire
- Johann Gerhard Schervier (1743–1826), Unternehmer und Politiker
- Vincenz Philipp Freiherr de Witte de Limminghe (1743–1799), Schöffe und Bürgermeister der Reichsstadt Aachen
- Franz Carl Nellessen (1752–1819), Tuchfabrikant und Bürgermeister der Reichsstadt Aachen
- Josef Geyr von Schweppenburg (1754–1832), Rittergutsbesitzer und Politiker aus dem Adelsgeschlecht Geyr von Schweppenburg
- Beda Savels (1755–1828), Abt des Klosters Werden
- Kaspar Joseph von Clotz (1762–1818), Schöffe und Bürgermeister der Reichsstadt Aachen
- Karl Franz Leonhard Meyer (1763–1821), Historiker, Privatgelehrter und Leiter des Archivs der Stadt Aachen
- Gerhard Reumont (1765–1828), Mediziner und Badearzt
- Cornelius von Guaita (1766–1821), Nadelfabrikant sowie Bürgermeister der Stadt Aachen
- Peter Josef Franz Dautzenberg (1769–1828), Journalist und Zeitungsverleger sowie Begründer der Stadtbibliothek Aachen
- Johann Gotthard Reinhold (1771–1838), niederländischer Diplomat
- Karl Rudolf von Strauch (1771–1844), Landrat des Landkreises Aachen
- Gabriel von Collenbach (1773–1840), österreichischer Feldmarschallleutnant
- Franz von Scholl (1772–1838), österreichischer Offizier und Ingenieur
- Joseph Aloys Felix Freiherr von Brewer, genannt von Fürth (1774–1844), Verwaltungsbeamter und Landrat im Kreis Geilenkirchen
- Aegidius Johann Peter Joseph Scheuren (1774–1844), Maler und Lithograph
- Gerhard von Lommessem (1780–1824), Verwaltungsbeamter und Landrat im Kreis Düren
- Leonhard Aloys Joseph Nellessen (1783–1859), römisch-katholischer Priester und Ultramontanist
- Gustav Perger (1783–1853), preußischer Landrat und Geheimer Regierungsrat
- Johann Heinrich Schervier (1784–1845), Kaufmann, Unternehmer und Politiker
- Johann Peter Joseph Monheim (1786–1855), Apotheker, Chemiker und Politiker
- Andreas Hansen (1788–1855), Baumeister des Klassizismus
- Alfred von Croÿ (1789–1861), spanischer Grande und deutscher Standesherr, Unternehmer und Politiker
- Joseph Kreutzer (1790–1840), Geiger und Gitarrist, Komponist und Kapellmeister
- Joseph van Gülpen (1793–1850), Tuchfabrikant und Präsident der Handelskammer für die Städte Aachen und Burtscheid
- Johann Wilhelm Marzorati (1795–1870), Maler und Zeichenlehrer
- Johann Franz Ahn (1796–1865), Lehrer
- Konrad Gustav Pastor (1796–1890), Industrieller
- Johann Peter Götting (1797–1865), Historienmaler und Bildhauer der Romantik
- Carl von Nellessen (1799–1871), Tuchfabrikant und Politiker
- Clemens August Alertz (1800–1866), Mediziner
- Heinrich Hahn (1800–1882), Gründer des Franziskus-Xaverius-Vereins
- Karl von Kolb (1800–1868), Kaufmann, Bankier und württembergischer Konsul in Rom
- Anton Witthoff (um 1800–1866), Maler und preußischer Ingenieuroffizier

### 19. Jahrhundert

#### 1801 bis 1820
- Heinrich Franz Carl Billotte (1801–1892), Porträtmaler
- Caspar Thywissen (1801–1879), Industrieller und Unternehmer
- Arnold Edmund Pelzer (1801–1874), Politiker und Oberbürgermeister der Stadt Aachen
- Ludwig Schleiden (1802–1862), Porträt-, Historien- und Landschafts-Maler
- Johann Werner Lambertz (1802–1866), Erkelenz/Aachen, Entwickler der Kräuter-Printe und der fabrikmäßigen Herstellung, Vater von Henry Lambertz
- Joseph Müller (1802–1872), Philologe, Naturforscher und Mundartdichter
- Delphine Gay (1804–1855), französische Dichterin
- Adam Eberle (1804–1832), Historienmaler und Lithograf der Romantik
- Cornelius Peter Bock (1804–1870), Archäologe, Kunsthistoriker und Universitätsprofessor
- Friedrich Thyssen (1804–1877), Unternehmer und Lokalpolitiker
- Johannes Theodor Laurent (1804–1884), Apostolischer Vikar von Luxemburg
- Ludwig Kolb (1806–1875), Justizrat in Rottenburg am Neckar und Vedutenzeichner
- Albert von Thimus (1806–1878), Appellationsgerichtsrat und Politiker
- Friedrich Haagen (1806–1879), Philologe und Historiker
- Friedrich Thomas (1806–1879), Maler
- Friedrich Karl Moes (1808–1863), Unternehmer
- Josef Laurent (1808–1867), Archivar und Bibliothekar der Stadtbibliothek Aachen
- Peter Kaatzer (1808–1870), Buchhändler und Verleger
- Carl Ludwig Scheins (1808–1879), Landschaftsmaler
- Alfred von Reumont (1808–1887), Staatsmann und Historiker
- Aloys Hubert Michael Venth (1809–1868), Historien-, Porträt- und Landschaftsmaler
- Johann Contzen (1809–1875), Verwaltungsbeamter und Oberbürgermeister der Stadt Aachen
- Henri Victor Regnault (1810–1878), französischer Physiker und Chemiker
- Arnold Deutz (1810–1884), Fabrikant und Politiker
- Arnold Foerster (1810–1884), Botaniker und Entomologe
- Caspar Scheuren (1810–1887), Maler und Illustrator
- Laurenz Lersch (1811–1849), Klassischer Philologe
- Emmerich Stürtz (1811–1898), Politiker
- Heinrich Xaver Sieger (1811–1901), Fabrikant, Unternehmer und Besitzer der Kurkölnischen Landesburg Zülpich
- Aloys Göddertz (1812–1872), Kaufmann, Publizist und Politiker
- Heinrich Stürtz (um 1812 – 1863), preußischer Staatsanwalt und Landrat des Stadtkreises Aachen
- August von Fürth (1812–1846), Rechtshistoriker
- Peter Ludwig Kühnen (1812–1877), Landschaftsmaler der Romantik
- Eugen Theodor Thissen (1813–1877), katholischer Geistlicher und Politiker
- Viktor Monheim (1813–1897), Apotheker, Chemiker und Botaniker
- Martin Joseph Savelsberg (1814–1879), Theologe, Philologe und Oberlehrer am Kaiser-Karls-Gymnasium
- Clara Fey (1815–1894), Ordensschwester und Gründerin der Kongregation der Schwestern vom armen Kinde Jesus
- Josephine Koch (1815–1899), katholische Ordensgründerin
- Carl Borromäus Cünzer (1816–1872), Schriftsteller
- Gerhard Rehm (1816–1892), Unternehmer, Spekulant und Stifter
- Bernhard Maximilian Lersch (1817–1902), Arzt und Naturwissenschaftler
- Theodor Maassen (1817–1886), Historien- und Genremaler der Düsseldorfer Schule
- Alexander Reumont (1817–1887), Aachener Badearzt
- Joseph Lingens (1818–1902), Politiker
- Julius von Duering (1819―1894), Jurist und Vorsitzender der Eisenbahndirektion Saarbrücken
- Franziska Schervier (1819–1876), Gründerin der Armen-Schwestern vom heiligen Franziskus
- Clemens Bewer (1820–1884), Historien- und Porträtmaler der Romantik

#### 1821 bis 1840
- Philipp Heinrich Cockerill (1821–1903), Großindustrieller und Mäzen
- Joseph Hubert Reinkens (1821–1896), römisch-katholischer Theologe
- Martin Vogeno (1821–1888), Stiftsgoldschmied und Restaurator
- Otto Rethel (1822–1892), Historien-, Genre- und Porträtmaler
- Joseph La Ruelle (1822–1900), Lithograf und Zeitungsverleger
- Franz Bock (1823–1899), Kanonikus und Kunsthistoriker
- Friedrich Albert Cremer (1824–1891), Architekt und Baumeister
- Carl Gerard Dubusc (1825–1903), preußischer Staatsprokurator und Beigeordneter Bürgermeister der Stadt Aachen
- Johann Peter Anselm Nickes (1825–1866), Benediktiner
- Hermann Sternberg (1825–1885), Bauingenieur
- Robert Ferdinand Cremer (1826–1882), Architekt und Baumeister
- Adolph von Hansemann (1826–1903), Unternehmer und Bankier
- Gottfried Meulenbergh (1826–1875), Jurist und Politiker
- Josef Firmans (1827–1891), Schauspieler, Regisseur und Theaterdirektor
- Severin Heusch (1827–1873), Unternehmer und Gründer der ältesten Kratzenfabrik Deutschlands
- Ludwig Friedrich Seyffardt (1827–1901), Textilunternehmer und Politiker
- Wilhelm Hauchecorne (1828–1900), Geologe
- Robert Oskar Julius von Görschen (1829–1914), Wirtschaftsjurist
- Joseph Jansen (1829–1905), Landschaftsmaler der Düsseldorfer Schule
- Carl Gustav Talbot (1829–1899), Waggonfabrikant
- Theodor Cormann (1830–1906), Verwaltungsjurist und Präsident des Landgerichts Saarbrücken
- Julius Meyer (1830–1893), Kunsthistoriker und Direktor der Gemäldegalerie Berlin
- Auguste von Sartorius (1830–1895), Generaloberin des Schwesternordens vom Heiligen Herzen Jesu
- Michael Hubert Schmitz (1830–1898), Maler, Zeichner und Grafiker
- Adolph Sutro (1830–1898), Bürgermeister von San Francisco
- Laurenz Heinrich Hetjens (1830–1906), Kunstsammler und techn. Direktor der ersten Aachener Gasanstalt
- Leonard Monheim (1830–1913), Kolonialwarenhändler und Gründer der „Leonard Monheim AG“
- Peter Bücken (1830–1915), Maler
- Marie Louise Dustmann-Meyer (1831–1899), Opernsängerin und Gesangspädagogin
- Richard Brend’amour (1831–1915), Pionier der modernen Holzschnitt-Technik
- Adam Bock (1832–1912), Politiker und Mitglied des Reichstages
- Karl de Nys (1833–1907), preußischer Politiker
- Henry Joseph Napoléon Lambertz (1834–1898), Gründer der Aachener Printenfabrik Henry Lambertz
- Franz Reiff (1835–1902), Bildnis- und Historienmaler
- Albert Baur (1835–1906), Maler
- Heinrich Böckeler (1836–1899), Priester und Kirchenmusikdirektor, Gründer der Kirchenmusikschule „Gregoriushaus“, der späteren Katholischen Hochschule für Kirchenmusik St. Gregorius
- Carl Billotte (1836–1917), Photograph
- Leo Funck (1836–1923), Ingenieur und Erfinder
- Heinrich Menge (1838–nach 1904), Altphilologe, Gymnasiallehrer und -direktor
- Alphonse Joseph Charles Dubois (1839–1921), Zoologe, Ornithologe und Tierillustrator
- Louis Brassin (1840–1884), belgischer Pianist, Komponist und Musikpädagoge
- Hugo Loersch (1840–1907), Rechtshistoriker und Denkmalpfleger
- William Suermondt (1840–1930), Industrieller
- August Witte (1840–1883), Stiftsgoldschmied und Restaurator

#### 1841 bis 1860
- Stephan Beissel (1841–1915), Jesuit und Kunsthistoriker
- Robert Hasenclever (1841–1902), Industrieller
- Wilhelm Pohl (1841–1909), Bildhauer
- Alexander Classen (1843–1934), Chemiker und Begründer der analytischen Elektrolyse
- Lennet Kann (1844–1916), Aachener Stadtoriginal
- Peter Klausener (1844–1904), Verwaltungsbeamter in der Rheinprovinz
- Hermann August Philips (1844–1927), Genre- und Porträtmaler
- Robert Suermondt (1844–1919), Privatbankier und Unternehmer
- Matthias Schollen (1846–1915), Kanzleirat und Mundartdichter
- Georg Oeder (1846–1931), Landschaftsmaler
- Josef Sittard (1846–1903), Musikpädagoge und Musikwissenschaftler
- Henry Suermondt (1846–1930), Unternehmer und Herrenreiter
- Rudolf Lochner der Ältere (1847–1918), Tuchfabrikant
- Robert Wetzlar (1847–1912), Unternehmer und Stifter
- Gustav Angelo Venth (1848–1903), Bildhauer und Gewerbeschullehrer
- Hermann Josef Esser (1850–1926), Ordensgeistlicher
- Karl Gronen (1851–1919), preußischer General der Infanterie
- Johann Pütz (1851–1945), katholischer Geistlicher und Mitglied des Deutschen Reichstags
- Joseph Laurent (1853–1923), Architekt, Stadtbaumeister
- Marita Loersch (1853–1915), Mitbegründerin des Sozialdienstes katholischer Frauen
- Georg Frentzen (1854–1923), Architekt und Hochschullehrer
- Ludwig von Pastor (1854–1928), Historiker und österreichischer Diplomat
- Ludwig von Renvers (1855–1936), preußischer Beamter
- Bernhard Salomon (1855–1942), Generaldirektor bei der EAG in Frankfurt
- Gustav Wittfeld (1855–1923), Ingenieur
- Rudolf Püngeler (1857–1927), preußischer Amtsgerichtsrat
- Joseph Klinkenberg (1857–1917), Kunsthistoriker
- Franz Freiherr von Coels von der Brügghen (1858–1945), preußischer Beamter
- Gustav Krahnert (1858–1941), Maler und Lehrer
- Hermann Siegfried Rehm (1859–?), Journalist und Schriftsteller
- Josef Nacken (1860–1922), Politiker
- Josef Schmitz (1860–1936), Architekt
- Placida von Eichendorff (1860–1921), Ordensschwester (Benediktinerinnen) und Äbtissin des Klosters Frauenchiemsee

#### 1861 bis 1880
- Carl Esser (1861–1929), Bildhauer
- Eugen Kampf (1861–1933), Maler
- Heinrich van Kann (1861–1941), Architekt und preußischer Baubeamter
- Georg Wickop (1861–1914), Architekt, Baubeamter und Hochschullehrer
- Max von Sandt (1861–1918), Verwaltungsjurist und zuletzt Regierungspräsident
- Joseph Hansen (1863–1943), Historiker und Archivar
- Karl von Eichendorff (1863–1934), preußischer Oberstleutnant, Enkel Joseph von Eichendorffs
- Georg Macco (1863–1933), Landschaftsmaler und Illustrator
- Lambert Piedboeuf (1863–1950), Bildhauer
- Alfred von Reumont (1863–1942), Landrat im Kreis Erkelenz
- Joseph Buchkremer (1864–1949), Architekt, Zeichner, Maler und Aachener Dombaumeister
- Robert von Görschen (1864–1936), Verwaltungsjurist und Vizeregierungspräsident in Aachen
- Arthur Kampf (1864–1950), Historienmaler und Hochschullehrer
- Hermann Friedrich Macco (1864–1946), Historiker und Genealoge
- Albert Schiffers (1864–1940), Speditionsunternehmer und Präsident der IHK Aachen
- Carl Sieben (1864–1927), Bauingenieur, Architekt und Hochschullehrer
- Otto Suermondt (1864–1941), Herrenreiter des deutschen Galopprennsports
- Georg Talbot (1864–1948), Eisenbahningenieur
- Wilhelm Albert Beckmann (1865–1924), Politiker
- Eduard Friedrich Hugo Heusch (1865–1937), Ingenieur und Unternehmer
- Eva von Pannewitz (1865–1917), Landschaftsmalerin
- Bernhard Roß (1865–1919), Architekt und Hochschullehrer
- Nikolaus Knopp (1866–1942), Politiker und Verwaltungsbeamter
- Arthur Eichengrün (1867–1949), Chemiker
- Franz Gielen (1867–1947), Oberbürgermeister in mehreren Städten im Rheinland
- Willy Pastor (1867–1933), Kunsthistoriker, Kunst- und Kulturkritiker sowie Schriftsteller
- Joseph Greving (1868–1919), katholischer Theologe, Kirchenhistoriker und Hochschullehrer
- Albert Heusch (1868–1944), Kratzenfabrikant und Zentrumspolitiker
- Joseph Hammels (1868–1944), Weihbischof in Köln
- Franz Jörissen (1868–1932), Politiker
- Max Lochner (1868–1949), Hippologe und Erfinder
- Fritz Neuman (1868–1935), Ingenieur und Unternehmer
- Joseph Oppenhoff (1868–1958), Landgerichtspräsident in Aachen
- Josef Sinn (1868–1929), Kaufmann und Politiker
- Hermine Straßmann-Witt (1868–1946), Theater- und Stummfilmschauspielerin
- Bernhard Witte (1868–1947), Stiftsgoldschmied und Restaurator
- Peter Fassbänder (1869–1920), deutsch-schweizerischer Komponist
- Curt Theodor Fischer (1869–1948), Altphilologe und Gymnasiallehrer
- Hermann Jansen (1869–1945), Architekt und Stadtplaner
- Peter Polis (1869–1929), Meteorologe
- Leo Blech (1871–1958), Komponist und Dirigent
- Joseph Feinhals (1871–1953), Gewerkschafter
- Friedrich Pützer (1871–1922), Architekt, evangelischer Kirchenbaumeister und Hochschullehrer
- Albert Schneiders (1871–1922), Architekt
- Alfred Brüggemann (1873–1944), Kapellmeister, Musikjournalist, Übersetzer und Komponist
- Heinrich Dubbel (1873–1947), Professor für Maschinenbau
- Carl von Halfern (1873–1937), Regierungsbeamter und Politiker
- Gottfried Hinze (1873–1953), 1. Vorsitzender des Deutschen Fußball-Bundes
- Franz Linden (1873–1923), Bildhauer
- Max Mehler (1874–1952), Fabrikant
- Hans Dahme (1875–1931), Architekt
- Heinrich Hubert Houben (1875–1935), Literaturwissenschaftler und Publizist
- Jacob Koerfer (1875–1930), Architekt
- Paul Ernst Levy (1875–1956), Chemiker und Hüttenkundler
- Theodor Nüttgens (1875–1956), Historien- und Kirchenmaler der Düsseldorfer Schule
- Johannes Roß SJ (1875–1969), Jesuit, Apostolischer Vikar von Hiroshima
- Maria Schmitz (1875–1962), Politikerin
- Betty Schwabe (1875–unbekannt), Violinistin und Violinlehrerin
- August Heinrich Sieberg (1875–1945), Geophysiker
- Josse Goossens (1876–1929), Maler
- Fritz Brüggemann (1876–1945), Literaturhistoriker und Germanist
- Max Creutz (1876–1932), Kunsthistoriker und Museumsdirektor
- Auguste Pelzer (1876–1958), katholischer Geistlicher und Bibliothekar an der Vatikanischen Bibliothek
- Theodor Hürth (1877–1944), katholischer Geistlicher
- Thomas Orde-Lees (1877–1958), Teilnehmer der Endurance-Polarexpedition 1914–1916
- Ewald Mies (1877–1962), Steinmetz und Architekt
- Eduard Spoelgen (1877–1975), Oberbürgermeister der Stadt Bonn
- Oskar Stübben (1877–1943), Verwaltungsjurist, Bankier und Versicherungsdirektor
- Hermann Consten (1878–1957), Mongoleiforscher
- Paul Diepgen (1878–1966), Gynäkologe und Medizinhistoriker
- Hermine Goossens (1878–1968), Bildhauerin und Keramikerin
- Wilhelm Havers (1879–1961), Sprachwissenschaftler
- Guido Joseph Kern (1878–1953), Kunsthistoriker, Maler und Graphiker
- Erich Lingens (1878–1947), Kaufmann und Politiker (Zentrum)
- Lili von Asten (1879–1924), Malerin und Radiererin der Düsseldorfer Schule
- Caspar Lennartz (1879–1949), Architekt
- Erich Lochner (1879–1947), Automobilrennfahrer, Sportflieger und Flugzeugkonstrukteur
- Leo Löwenstein (1879–1956), Physiker und Chemiker
- Franz Hürth (1880–1963), katholischer Geistlicher, Jesuit und Moraltheologe
- Felix Knubben (1880–1934), Kirchenmusiker und Komponist
- Josef Pirlet (1880–1961), Bauingenieur
- Alfred Seyler (1880–1950), Kunsthistoriker, Museumsdirektor

#### 1881 bis 1900
- Paul Dechamps (1881–1966), Textilfabrikant und Kommunalpolitiker
- Paul Röntgen (1881–1965), Hochschullehrer und Rektor der RWTH Aachen
- Karl Schmitz (1881–1955), Politiker
- Wilhelm Worringer (1881–1965), Kunsthistoriker
- Erich Zurhelle (1881–1952), Gynäkologe und Ärztlicher Direktor am Luisenhospital
- Paul Henrichs (1882–1962), Industriemanager
- Walther Lingens (1882–1940), Polizeipräsident
- Heinrich von Kaufmann-Asser (1882–1954), Ministerialbeamter
- Hugo Werner-Kahle (1882–1961), Schauspieler
- Karl Quasebart (1882–1949), Unternehmer und Wehrwirtschaftsführer
- Rudolf Lochner (1883–1939), Unternehmer und Bauherr
- Karl Riedel (1883–1949), Jurist und Politiker
- Edwin Suermondt (1883–1923), Jurist, Kunsthistoriker und Kunstsammler
- Arthur Brocke (1884–1933), Bauingenieur
- Hanns Bolz (1885–1918), Maler, Bildhauer und Illustrator
- Emil Fahrenkamp (1885–1966), Architekt, Hochschullehrer und Leiter der Düsseldorfer Kunstakademie
- Elsbeth Gropp (1885–1974), Fotografin
- Will Hermanns (1885–1958), Mundartdichter
- Adolf von Heusinger (1885–1947), Jurist
- Erich Offermann (1885–1930), Flugingenieur, Flugpionier
- Friedrich Pauwels (1885–1980), Arzt, Orthopäde und Biomechaniker
- Heinz Heinrichs (1886–1957), Landschaftsmaler
- Paul Pomp (1886–1925), Jurist und Landrat in Jülich
- Andreas Knack (1886–1956), Mediziner und von 1919 bis 1933 Abgeordneter der Hamburgischen Bürgerschaft / SPD-Fraktion
- Ludwig Mies van der Rohe (1886–1969), Architekt
- Heinrich Linzen (1886–1942), Landschafts- und Tiermaler
- Ernst Stege (1886–1918), Maler und Zeichner
- Peter Foerster (1887–1948), Maler und Zeichner
- Adam Kuckhoff (1887–1943), Schriftsteller und Widerstandskämpfer gegen den Nationalsozialismus
- Peter Steinbeck (1887–1945), Gewerkschaftsfunktionär und Abgeordneter des Provinziallandtages der Provinz Hessen-Nassau
- Ewald Mataré (1887–1965), Bildhauer, Grafiker und Maler
- Albert Servais (1887–1974), Politiker
- Evarist Adam Weber (1887–1968), Maler, Grafiker, Illustrator und Kunsthandwerker
- Peter Hensen (1888–1958), Politiker
- Curt Hoff (1888–1950), Politiker
- Hans Kappertz (1888–1954), Politiker
- Otto Eugen Mayer (1888–1981), Kurator der Aachener Stadtarchäologie
- Anton Pomp (1888–1953), Metallurg und Ordinarius
- Jupp Wiertz (1888–1939), Gebrauchsgrafiker und Plakatkünstler
- Erwin Classen (1889–1944), Landrat des Kreises Heinsberg und des Landkreises Aachen
- Lili Frankenstein (1889–1942), deutsche Archäologin und Gymnasiallehrerin
- Carl-Ludwig Siemons (1889–1969), Politiker
- Maura Böckeler (1890–1971), Benediktinerin, Schriftstellerin und Forscherin
- Walter Grotrian (1890–1954), Astronom und Astrophysiker
- Walter Hasenclever (1890–1940), Schriftsteller
- Julius Talbot Keller (1890–1946), Jurist, Landwirt und expressionistischer Lyriker
- Felix Kuetgens (1890–1976), Museumsdirektor
- Hermann Salmang (1890–1962), Chemiker und Hüttenkundler
- Franz Stiewi (1890–1966), Maler und Konservator
- Edgar Theisen (1890–1968), Offizier, später Priester
- Folkert Wilken (1890–1981), Wirtschaftswissenschaftler und Anthroposoph
- Erich Bentrup (1891–1968), Architekt und Grafiker
- Hans Freiherr von Funck (1891–1979), Offizier
- Wilhelm Leopold Janssen (1891–1945), Jurist, 1928 Landrat des Landkreises Aachen
- Philipp Keller (1891–1973), Arzt und Schriftsteller
- Hermann Sträter (1891–1956), Verwaltungsbeamter und Landrat
- Theodor Beaucamp (1892–1944), Verwaltungsbeamter und Landrat
- Anna Braun-Sittarz (1892–1945), Politikerin, Widerstandskämpferin und Gewerkschaftsgründerin
- Ludwig Dithmar (1892–nach 1945), Kapitän zur See der Kriegsmarine
- Luise Mössinger-Schiffgens (1892–1954), Politikerin und Frauenrechtlerin
- Ludwig Strauss (1892–1953), Schriftsteller und Literaturwissenschaftler
- Peter Salm (1892–1981), Architekt und Denkmalpfleger
- Philipp Zoch (1892–1949), General
- Hans Gutermuth (1893–1917), einer der ersten Segelflugpioniere
- Wilhelm Hollbach (1893–1962), Bürgermeister der Stadt Frankfurt am Main
- Martha Maas (1893–1970), Fotografin
- Kurt Pfeiffer (1893–1987), Textilkaufmann, Mitbegründer der CDU Aachen sowie Stadtkämmerer und Mitinitiator des Karlspreises
- Josef Smeets (1893–1925), Publizist und Politiker
- Hermann Stickelmann (1893–1949), Teilnehmer der Novemberrevolution in Frankfurt am Main
- Etkar André (1894–1936), Politiker
- Alfred Gottschalk (1894–1973), Biochemiker
- Karl Heusch (1894–1986), Urologe
- Peter Mennicken (1894–1960), Philosoph und Ordinarius
- Heinrich Maria Davringhausen (1894–1970), Maler
- Franz Mühlenberg (1894–1976), Politiker
- Gustav Classens (1894–1977), Dirigent
- Heinrich Schiffers (1894–1955), Archivar
- Otto Bongartz (1895–1970), Architekt
- Julius Erasmus (1895–1971), „Totengräber von Vossenack“
- Paul Lingens (1895–1976), Politiker (CDU) und Schriftsteller
- Hermann von Mangoldt (1895–1953), Staatswissenschaftler und Politiker
- Arthur Nols (1895–1966), Maler und Zeichner
- Hans Croon (1896–1977), Textilfabrikant und Präsident der IHK Aachen
- Wilhelm Reinking (1896–1985), Bühnenbildner, Theaterregisseur und Schriftsteller
- Ludwig Schmid-Wildy (1896–1982), bayerischer Volksschauspieler, Regisseur, Autor und Erfinder
- Heinrich Strang (1896–1956), Politiker
- Richard Talbot (1896–1987), Unternehmer und Präsident der IHK Aachen
- Paul Joseph Cremers (1897–1941), Journalist und Schriftsteller
- Willi Domgraf-Fassbaender (1897–1978), Opernsänger
- Henry Ehlers (1897–1988), Graphiker
- Jacques Königstein (1897–1971), Karnevalist, Gründer des Ordens wider den tierischen Ernst
- Luise Jörissen (1897–1987), Nationalökonomien, Gründerin und Leiterin katholischer Sozialschulen
- Kurt Wüsthoff (1897–1926), Jagdflieger
- Fritz Kranz (1897–1984), Schauspieler, Theaterregisseur und Theaterintendant
- Hubert Giesen (1898–1980), Pianist
- Fred Henrich (1898–1984), Politiker
- Hans Scherpner (1898–1959), Fürsorgewissenschafter
- Joseph Ludwig Buchkremer (1899–1986), Weihbischof
- Walter Hulverscheidt (1899–1989), Forstmann und Autor
- Marie E. P. König (1899–1988), Prähistorikerin, Höhlenforscherin und Münzforscherin
- Nikolaus Schiergens (1899–1961), hessischer Politiker
- Edith Frank-Holländer (1900–1945), Opfer des Nationalsozialismus, Mutter von Margot und Anne Frank
- Walter Maas (1900–1981), Schriftsteller
- Hermann Overbeck (1900–1982), Geograph, Hochschullehrer
- Felix Seulen (1900–1958), Landrat und Oberkreisdirektor
- Paul Weyres (1900–1984), Motorradrennfahrer

### 20. Jahrhundert

#### 1901 bis 1910
- Otto Bachmann (1901–1977), Politiker
- Wilhelm Bayer (1901–1964), Bibliothekar
- Albert Mirgeler (1901–1979), Historiker
- Matthias Moll (1901–1958), Politiker
- Heinrich Nietmann (1901–1961), Politiker
- Arno Schiffers (1901–1964), Maler, Graphiker und Architekt
- Robert Ritter (1901–1951), nationalsozialistischer Rassentheoretiker
- Heinrich Schiffers (1901–1982), Geograph und Afrikaforscher
- Josef von Fisenne (1902–1987), Senator
- Robert Jecker (1902–1932), Motorradrennfahrer
- Franz Oppenhoff (1902–1945), Jurist und Oberbürgermeister von Aachen
- Oswald Schiffers (1902–1976), Grafiker und Plakatkünstler
- Edmund Sinn (1902–1978), Jurist, Unternehmer und Politiker
- Eugen Zander (1902–1971), Kommunist und Widerstandskämpfer gegen den Nationalsozialismus
- Josef Beaujean (1903–1945), Musikwissenschaftler
- Heinz Borchers (1903–1993), Metallurg und Hochschullehrer
- Matthias Buchholz (1903–1991), Ordensgeistlicher, Missionar und Präfekt von Shiqian
- Leonhard Drach (1903–1996), Jurist und Kriegsverbrecher
- Erich Fechner (1903–1991), Rechtswissenschaftler und Soziologe
- Gerd Heusch (1903–1984), Rechtsanwalt und Präsident von Alemannia Aachen
- Hans Königs (1903–1988), Architekt und Stadtkonservator
- Carl Klinkhammer (1903–1997), katholischer Priester
- Joseph Mathieu (1903–1965), Ingenieur und Hochschullehrer
- Hans Nockemann (1903–1941), Jurist und SS-Offizier
- Paul Egon Schiffers (1903–1987), Bildhauer, Medailleur und Zeichner
- Charlotte Temming (1903–1984), Schriftstellerin
- Leo Assenmacher (1904–1981), Maler, Bildhauer und Zeichner
- Hermann Jansen (1904–1984), Theologe, Generalvikar des Erzbischofs von Köln
- Karl Nobel (1904–1982), niedersächsischer Politiker
- Georg Scherdin (1904–1975), Architekt, Mitarbeiter im Sicherheitsdienst des Reichsführers SS (SD)
- Richard Scheringer (1904–1986), Offizier der deutschen Reichswehr
- Otto Spülbeck (1904–1970), Bischof der katholischen Diözese Meißen
- Michael Alt (1905–1973), Musikpädagoge
- Peter Kreuder (1905–1981), Komponist
- Hermann Lingens (1905–1994), Politiker (CDU), Mitglied der Bremischen Bürgerschaft
- Walter Oppenhoff (1905–2001), Anwalt
- Richard Perlia (1905–2012), Testpilot, Redakteur und Fotograf
- Carl Schneiders (1905–1975), Maler und Hochschullehrer
- Sieglinde Weichert (1905–2001), Schauspielerin, Hörspielsprecherin und Hochschullehrerin
- Karl Bergmann (1906–1992), Kunstschmied und Metallgestalter
- Kurt Apitz (1906–1945), Pathologe und Hochschullehrer
- Jock Francken (1906–1994), Antikenhändler und Erfinder
- Hermann Heusch (1906–1981), Kommunalpolitiker
- Berthe Ostyn (1906–?), Schauspielerin
- Elisabeth Pitz-Savelsberg (1906–1996), Politikerin
- Pierre Boffin (1907–1992), Maler
- Jo Hanns Küpper (1907–1986), Grafiker
- Johannes Zahn (1907–2000), Bankmanager
- Matthias Falter (1908–1985), Physiker, Hochschullehrer
- Karl Eduard Rothschuh (1908–1984), Physiologe und Medizinhistoriker
- Helmuth Gericke (1909–2007), Mathematiker und Mathematikhistoriker
- Viktor Hoven (1909–1968), Politiker
- Rudolf Junges (1909–?), Botschafter
- Reinhold Münzenberg (1909–1986), Fußballspieler
- Josef Schmithüsen (1909–1984), Geograph
- Walter Gerrads (1910–1991), Jurist, Verwaltungsbeamter und Politiker
- Til Kiwe, gebürtig Eduard Heinrich Kiefer (1910–1995), Schauspieler, Synchronsprecher und Drehbuchautor
- Alo Koll (1910–1984), Komponist, Orchesterleiter und Dozent
- Ludwig Pielen (1910–1998), Pflanzenbauwissenschaftler
- Erich Stephany (1910–1990), katholischer Prälat und Domkapitular sowie Kunsthistoriker
- Albert Vossen (1910–1971), Jazz-Akkordeonist, Bandleader und Komponist
- Ruth Ziervogel-Tamm (1910–2009), Kunsthistorikerin

#### 1911 bis 1920
- Frans Haacken (1911–1979), Grafiker, Maler und Trickfilmer
- Friedrich Hendrix (1911–1941), Leichtathlet
- Heinrich Köttgen (1911–1988), Oberpfarrer in Düren
- Karl Pütz (1911–1945), Jurist, Polizist und SS-Führer
- Joe Schorn (1911–1994), Schauspieler und Sänger
- Walter Benner (1912–2005), Glasmaler
- Matthias Büchel (1912–1999), Sänger und Dirigent
- Franz Delheid (1912–1986), Kommunalpolitiker
- Bert Heller (1912–1970), Maler
- Maria Katzgrau (1912–1998), Malerin, Grafikerin und Glasbildnerin
- Karl Kreutzberg (1912–1977), Handballspieler
- Heinrich Lausberg (1912–1992), Romanist und Rhetoriker
- Herbert Mataré (1912–2011), Physiker
- Josef Brinkhues (1913–1995), Bischof der Alt-Katholischen Kirche in Deutschland
- Helmut A. Crous (1913–1993), Journalist, Archivar und Kunstsammler sowie Förderer des Aachener Karnevals
- Helmut Krebs (1913–2007), Opern- und Oratorien-Tenor
- Hermann Krings (1913–2004), Philosoph
- Eric Reissner (1913–1996), US-amerikanischer Ingenieur
- Egon Schmitz-Cliever (1913–1975), Arzt und Medizinhistoriker
- Karl Otto Götz (1914–2017), Maler des Informel und Lyriker
- Heinz Karst (1914–2002), Offizier
- Til Kiwe (1915–1995), Schauspieler
- Paul Siebertz (1915–1997), akademischer Kunstmaler
- Hugo Cadenbach (1916–2000), Privatbankier und Diplomat
- Waldemar Croon (1916–2013), Textilunternehmer
- Fredy Hirsch (1916–1944), Häftling im Vernichtungs- und Konzentrationslager Auschwitz-Birkenau
- Felix Monheim (1916–1983), Geograph und Hochschullehrer
- Hans Heinrich Adam (1919–2007), Kunstmaler
- Jost Pfeiffer (1920–2010), Kommunalpolitiker und Ehrenbürger der Stadt Aachen
- Karl Pirlet (1920–2010), Facharzt und Hochschullehrer
- Eleonore Trefftz (1920–2017), Physikerin und Mathematikerin

#### 1921 bis 1930
- Maria Schwarz, geb. Lang (1921–2018), Architektin und Hochschullehrerin
- Ernst Burghartz (1921–2008), Architekt
- Gerty Blacher-Herzog (1922–2014), Pianistin
- Claus Helmut Drese (1922–2011), Opern- und Theaterintendant, Regisseur und Autor
- Sven Effert (1922–2000), Kardiologe und Hochschullehrer
- Eric Vaessen (1922–2009), Schauspieler und Synchronsprecher
- Hans Wertz (1922–2012), Ökonom und Politiker
- Helmut Creutz (1923–2017), Wirtschaftsanalytiker und Publizist
- Hermann Josef Nellessen (1923–2004), Dirigent und Komponist
- Hans Stercken (1923–1999), Journalist und Politiker
- Heinrich Fuchs (1924–1990), Politiker
- Michael Horbach (1924–1986), Journalist und Schriftsteller
- Peter Lacroix (1924–2010), Künstler
- Rudolf Pohl (1924–2021), Prälat und Kirchenmusiker sowie Domkapellmeister
- Josef Schümmer (1924–1978), Politiker
- Renate Steiner (1924–1991), hessische Politikerin
- Bruno Dechamps (1925–1992), Journalist, Herausgeber Frankfurter Allgemeine Zeitung
- Leo Hugot (1925–1982), Architekt, Dombaumeister, Stadtkonservator und Bauhistoriker
- Max Imdahl (1925–1988), Kunsthistoriker
- Lothar Kampmann (1925–1993), Maler und Bildhauer
- Waltraut Kruse (1925–2019), Psychotherapeutin und ehemalige Bürgermeisterin
- Curt Cremer (1926–2016), Dirigent und Kapellmeister
- Ernst Günther Grimme (1926–2003), Kunsthistoriker und Aachener Museumsdirektor
- Wilhelm Kuchen (1926–2008), Chemiker
- Otto Graf Lambsdorff (1926–2009), Politiker
- Friedhelm Nicolin (1926–2007), Professor für Allgemeine Pädagogik
- Heribert Bickel (1927–2010), Jurist und Politiker
- Peter Braun (1927–2012), Sprachwissenschaftler und Hochschullehrer
- Helmut Höfling (1927–2015), Schriftsteller
- Hanns Heidemanns (1927–2012), Apotheker und Autor
- Erich Läufer (1927–2024), römisch-katholischer Prälat
- Irene Ludwig (1927–2010), Kunsthistorikerin, Kunstsammlerin und Kunst-Mäzenin
- Udo Maria Nix (1927–2000), Dominikanerpater, Philologe und Pädagoge
- Uli Zech (1927–2010), Architekt, Stadtplaner und Baubeamter
- Brigitte Gilles (1928–2003), Psychologin und erste Frauenbeauftragte der RWTH Aachen
- Wilhelm Salber (1928–2016), Psychologe und Philosoph, Direktor des Psychologischen Instituts an der Universität zu Köln
- Wolfgang Sundermeyer (* 1928), Emeritus für Anorganische Chemie in Heidelberg
- Inge Latz (1929–1994), Komponistin, Liedermacherin, Kabarettistin und Musikheilerin
- Karl Heinz Mommertz (1929–2016), Hütteningenieur und Hochschullehrer
- Dorothea Zech (1929–2017), Textildesignerin
- Erika Dienstl (* 1930), Präsidentin des Deutschen Fechter-Bundes
- Klaus Hammacher (1930–2024), Philosoph und Hochschullehrer
- Heinz Malangré (1930–2017), Manager und Verleger
- Paul Mommertz (1930–2024), Schriftsteller
- Hans Siemons (1930–2006), Journalist
- Clemens Zintzen (1930–2023), Altphilologe

#### 1931 bis 1940
- Helmut Clahsen (1931–2015), Schriftsteller und Zeitzeuge des Holocaust
- Alfred Dickersbach (1931–2023), Rechtsanwalt, Verwaltungsjurist und Bundesrichter
- Otto Eschweiler (1931–2022), Hauptgeschäftsführer der IHK Aachen und niederländischer Honorarkonsul
- Topsy Küppers (1931–2025), österreichische Schauspielerin, Sängerin, Soubrette, Theaterleiterin und Buchautorin
- Kurt Ortmann (1931–2010), belgischer Politiker
- Franz Stettner (1931–2012), Politiker
- Herbert Falken (1932–2023), Maler
- Hans Geulen (1932–2017), Germanist
- Wilhelm Neuß (1932–2015),  Jurist, Politiker (CDU), Oberbürgermeister der Stadt Worms
- Otto H. Poensgen (1932–1982), Wirtschaftswissenschaftler
- Ludwig Falkenstein (1933–2015), Historiker und Diplomatiker
- Dieter Woll (1933–2012), Romanist, Hispanist und Lusitanist
- Erwin Gatz (1933–2011), Theologe, Kirchenhistoriker und Rektor
- Hans Meyer (1933–2022), Jurist und Hochschullehrer
- Horst H. Baumann (1934–2019), Künstler, Designer und Fotograf
- Josef van Ess (1934–2021), Islamwissenschaftler
- Jörg A. Henle (1934–2019), Industrieller und Kulturmäzen
- Kurt Malangré (1934–2018), Politiker und Ehrenbürger ehem. Oberbürgermeister von Aachen
- Heiner Ruland (1934–2017), Komponist und Musiktherapeut
- Walter Steffens (* 1934), Komponist
- Fritz Wagner (1934–2011), mittellateinischer und klassischer Philologe
- Horst Weber (1934–2012), Jazzproduzent, Mitbegründer des Jazzlabels enja
- Peter Hartmann (1935–2023), Diplomat und Staatssekretär
- Dieter Hecke (* 1935), Degenfechter und Olympiateilnehmer
- Karl Hensen (1935–2025), Chemiker
- Peter-Michael Koenig (1935–2007), Politiker
- Peter Knoch (1935–1994), Historiker, Geschichtsdidaktiker und Hochschullehrer
- Herman H. Schwedt (1935–2025), Kirchenhistoriker
- Marlene Stenten (1935–2019), Schriftstellerin
- Helga von Brauchitsch (1936–2023), Fotografin
- Carlhanns Damm (1936–2017), Industriemanager und Unternehmer
- Marlene Fuchs-Kittowski (* 1936), Psychologin
- Artur Greive (1936–2009), Romanist, Rumänist und Sprachwissenschaftler
- Sophie Lange (1936–2023), Autorin und Heimatkundlerin
- Bruno Lerho (1936–2020), Aachener Heimatkundler
- Walter Sieben, Künstlername Tony Weller (* 1936), Komponist, Textdichter, Sänger und Bandleader
- Herbert L. Strauss (1936–2014), US-amerikanischer Physikochemiker und Hochschullehrer
- Otto Bayer (1937–2018), Übersetzer
- Eduard Beaucamp (* 1937), Kunstkritiker und Publizist
- Gerd Bräutigam (1937–2007), Journalist und Mundartdichter
- Franz Buchholz (* 1937), Video- und Klangkünstler
- Walter Eversheim (* 1937), Universitätsprofessur für Produktionssystematik
- Heinz J. Kersting (1937–2005), römisch-katholischer Theologe, Sozialwissenschaftler und Hochschullehrer
- Peter Plum (* 1937), Orgelbauer
- Walter Alexander Strauss (* 1937), US-amerikanischer Mathematiker und Hochschullehrer
- Paul Theissen (* 1937), Pianist, Dirigent und Chorleiter
- Hans Josef Tymister (1937–2017), Schulpädagoge
- Helmut Walbert (1937–2008), deutscher Schriftsteller, Kinderbuch- und Hörspielautor
- Heide Berndt (1938–2003), Stadtsoziologin und Sozialmedizinerin
- Arno Gego (1938–2022), Maschinenbauingenieur und emeritierter Hochschullehrer sowie Pferdesportfunktionär und Parcoursbauer
- Arno Jansen (* 1938), Lichtbildner, künstlerischer Fotograf und Hochschullehrer
- Mariella Lenzen (* 1938), ehemalige Ordensschwester und Bestsellerautorin
- Eva Poll (* 1938), Galeristin und Kuratorin
- Erika Richter (1938–2020), Dramaturgin
- Johannes Schepp (* 1938), Bildhauer und Maler
- Alexander Dückers (1939–2024), Kunsthistoriker
- Ulla Graf-Nobis (1939–2016), klassische Pianistin und Hochschullehrerin
- Klaus Laepple (* 1939), Unternehmer
- Eric Lingens (1939–2009), Jurist, Präsident des Truppendienstgerichts Nord der Bundeswehr
- Hans-Karl Rouette (* 1939), Textilchemiker und Diakon
- Ingrid Soehring (* 1939), Politiker
- Rita Wennmacher (* 1939), Journalistin und Schriftstellerin
- Katharina Comoth (* 1940), Philosophin
- Gerd Heinz (* 1940), Schauspieler und Regisseur
- Wolf Kahlen (* 1940), Videopionier sowie Performance-, Objekt- und Medienkünstler
- Karl Lennartz (1940–2014), Sporthistoriker und Sportwissenschaftler
- Heinz Schmitz (1940–1992), Architekt und Stadtplaner

#### 1941 bis 1950
- Klaus Bußmann (1941–2019), Kunsthistoriker und Kurator
- Dagmar Hirtz (* 1941), Filmregisseurin und Filmeditorin
- Johannes Thomas (* 1941), Romanist und Professor
- Adolf Retz (* 1942), Politiker
- Hans-Dieter Rinkens (1942–2023), Mathematiker und Präsident des Deutschen Studentenwerks
- Wolfgang Trees (1942–2009), Journalist und Redakteur
- Dieter Philipp (* 1943), Unternehmer und Verbandsfunktionär
- Josef Esser (1943–2010), Politikwissenschaftler
- Reiner Geulen (* 1943), Rechtsanwalt und Buchautor
- Karl-Siegbert Rehberg (* 1943), Soziologe
- Manfred Schell (* 1943), Gewerkschafter und Politiker
- Fritz ter Wey (* 1943), Hochschullehrer für Chorleitung und Chorerziehung
- Hubert Kalf (* 1944), Mathematiker und Hochschullehrer
- Rainer Kloubert (* 1944), Schriftsteller und Sinologe
- Dieter Bischoff (* 1946), Strafverteidiger und Unternehmer
- Heiner Monheim (* 1946), Verkehrswissenschaftler, Geograph und Professor
- Hans-Martin Schlebusch (* 1946), Politiker
- Peter Wels (* 1946), Architekt und Architekturzeichner
- Georg Clemens Dick (* 1947), Journalist und Diplomat
- Helmut Etschenberg (* 1947), Kommunalpolitiker
- Franz Josef Görtz (1947–2017), Journalist, Redakteur und Autor
- Achim Großmann (1947–2023), Politiker
- Raymund Havenith (1947–1993), Pianist und Hochschullehrer
- Rolf-Peter Hoenen (* 1947), Jurist
- Jürgen Linden (* 1947), Politiker
- Dirk Reinartz (1947–2004), Fotograf
- Hans Alt-Küpers (* 1948), Studienrat und Politiker
- Gerda Breuer (* 1948), Professorin und Historikerin
- Manfred H. Freude (* 1948), Lyriker und Schriftsteller
- Ursula Klinger (1948–2006), Wasserspringerin
- Peter Michael Lynen (1948–2022), Jurist und Kunstrechtler
- Winfried Mertens (* 1948), Brigadegeneral des Heeres der Bundeswehr
- Martin Mönikes (* 1948), Journalist und Politiker
- Rolf Thissen (1948–2014), Journalist, Filmkritiker, Dokumentarfilmer und Autor
- Martin Winter (* 1948), Journalist und Sachbuchautor
- Rolf Einmahl (* 1949), Politiker
- Werner Esser (* 1949), Germanist, Reformpädagoge und Hochschullehrer
- Thomas Jordan (* 1949), Leichtathlet
- Halima Krausen (* 1949), muslimische Theologin
- Paul Lovens (* 1949), Schlagzeuger
- Wilfried Schaus-Sahm (* 1949), Festivalleiter, Maler, Grafiker, Fotograf und Lyriker
- Walter Schlebusch (* 1949), Manager
- Ulla Schmidt (* 1949), Politikerin
- Hermann Bühlbecker (* 1950), Geschäftsführer der Lambertz-Gruppe
- Jens Graul (1950–2018), Stadtrat und Autor
- Wolfgang Kohl (* 1950), Bildhauer und Akademieleiter
- Paul Elmar Jöris (* 1950), landespolitischer Korrespondent im WDR-Funkhaus Düsseldorf
- Peter Karhausen (* 1950), Orgelbauer
- Rudolf Pokorny (1950–2024), deutscher Historiker
- Franz Josef Radermacher (* 1950), Professor für Informatik
- Günter Rosenke (* 1950), Politiker
- Bernhard Schlag (* 1950), Psychologe

#### 1951 bis 1960
- Udo Dahmen (* 1951), Schlagzeuger, Geschäftsführer der Popakademie Baden-Württemberg und Musikdozent
- Christiane Dénes (* 1951), Querflötistin, Schriftstellerin und Bildende Künstlerin
- Klaus Gallwe (* 1951), Boxer, deutscher Meister im Schwergewicht 1984
- Udo Kuckartz (* 1951), Erziehungswissenschaftler
- Hans-Josef Allelein (* 1952), Nuklearphysiker und Hochschullehrer
- Michael Baurmann (* 1952), Soziologe
- Arno Behr (* 1952), Chemiker
- Claudia Bickmann (1952–2017), Philosophin
- Georg Cremer (* 1952), Volkswirtschaftler und ehemaliger Generalsekretär der Caritas
- Renate Hendricks (* 1952), Politikerin
- Ernst Schmachtenberg (* 1952), Professor für Kunststofftechnik und Rektor der RWTH Aachen
- Karl Allgaier (1953–2022), Germanist, Sprachwissenschaftler und Dialektologe
- Léo Apotheker (* 1953), Manager
- Günther Beckers (* 1953), Künstler
- Gabriele Clemens (* 1953), Historikerin für europäische Geschichte
- Matthias Frings (* 1953), Journalist, Fernsehmoderator und Schriftsteller
- Albert Gier (* 1953), Romanist und Librettologe
- Maria Holl (* 1953), Heilpraktikerin und Autorin
- Karl-Heinz Jeiter (* 1953), Künstler
- Johannes Nollé (* 1953), Althistoriker, Epigraphiker und Numismatiker
- Norbert Radermacher (* 1953), bildender Künstler
- Karl Schultheis (* 1953), Politiker
- Jürgen Seeher (* 1953), Prähistoriker
- Ulrike Brandenburg (1954–2010), Ärztin und Sexualwissenschaftlerin
- Heribert Leuchter (* 1954), Jazzmusiker
- Rosemarie Lichte (1954–2019), Autorin
- Isabel Pfeiffer-Poensgen (* 1954), Generalsekretärin der Kulturstiftung der Länder
- Herbert Salber (* 1954), Diplomat und Botschafter
- Wilhelm Schäffer (* 1954), politischer Beamter
- Jürgen Sturm (* 1954), Gitarrist, Komponist und Bandleader
- Klaus Winands (1954–2016), Kunsthistoriker und Denkmalpfleger
- Thomas Charpey (* 1955), Übersetzer
- Karl Del’Haye (* 1955), Fußballspieler
- Walter von den Driesch (* 1955), Diplomat
- Herbert Görtz (* 1955), Dirigent und Direktor der Aachener Abteilung der Musikhochschule Köln
- Achim Haag (* 1955), Bürgermeister
- Andreas Kruse (* 1955), Gerontologie und Demografie
- Franz-Josef Neumann (* 1955), Mediziner der Kardiologie
- Wolfgang Schepp (* 1955), Internist und Gastroenterologe, Hochschullehrer
- Robert Schroeder (* 1955), Musiker und Komponist
- Michael Stückradt (* 1955), politischer Beamter
- Gottfried Vossen (* 1955), Informatiker
- Joachim Burghartz (* 1956), Elektroingenieur
- Theo Jülich (1956–2018), Kunsthistoriker und Museumsdirektor
- Karl-Heinz Kogel (* 1956), Biologe
- Reimar Lenz (* 1956), Informationstechniker
- Frieder Löhrer (* 1956), Ingenieur und Industriemanager
- Georg Mohr (* 1956), Philosoph und Hochschullehrer
- Michael Reudenbach (* 1956), Komponist und Continuo-Spieler
- Dagmar Röhrlich (* 1956), Wissenschaftsjournalistin
- Dietmar Strehl (* 1956), Politiker (Bündnis 90/Die Grünen)
- Ingrid Thyssen (* 1956), Leichtathletin, Speerwerferin
- Ralph Held (* 1957), Basketballfunktionär und -trainer
- Norbert Kraus (* 1957), Bildender Künstler
- Walter Kütz (* 1957), Bildhauer
- Felizitas Leitner (* 1957), Ärztin und Autorin
- Michael Pappert (* 1957), Basketballspieler
- Falko Steinbach (* 1957), Pianist und Komponist
- Reinhold Wynands (* 1957), Skatweltmeister
- Willi Blöß (* 1958), Comicautor, Illustrator und Cartoonist
- Michael Müller (1958–2014), Verleger
- Walter Ameling (* 1958), Althistoriker
- Stefan Maul (* 1958), Altorientalist und Träger des Leibnizpreises
- Jürgen Mohr (* 1958), Fußballspieler
- Irene Rothweiler (* 1958), Künstlerin, Glasmalerin
- Lukas Menkhoff (* 1958), Nationalökonom
- Uwe Schwiegelshohn (* 1958), Elektroingenieur
- Anselm Hartmann (* 1959), Pianist und Hochschullehrer
- Wolfgang Hochbruck (* 1959), Amerikanist
- Cluse Krings (* 1959), Autor, Theatermann und Journalist
- Frank-Lothar Kroll (* 1959), Historiker
- Angela Maas (* 1959), Journalistin und Fernsehmoderatorin
- Helmut Maintz (* 1959), Bauingenieur und Aachener Dombaumeister
- Albrecht Maurer (* 1959), Violinist und Komponist
- Rolf Schmachtenberg (* 1959), beamteter Staatssekretär im Bundesministerium für Arbeit und Soziales
- Gert Scobel (* 1959), Journalist, Fernsehmoderator, Autor und Philosoph
- Thomas Springel (* 1959), Handballspieler
- Sabine Wils (1959–2023), Politikerin
- Christopher Zimmer (* 1959), Fantasy-Autor
- Thomas Maria Blisniewski (* 1960), Kunsthistoriker, Kulturwissenschaftler und Autor
- Michael Chauvistré (* 1960), Regisseur und Filmproduzent
- Andreas Ernst (* 1960), Psychologe und Umweltwissenschaftler
- Christian Geyer (* 1960), Journalist und Redakteur der Frankfurter Allgemeinen Zeitung
- Josef Gülpers (* 1960), Kunsthistoriker, Musiker, Kunstsammler und Schriftsteller
- Georg Maas (* 1960), Drehbuchautor und Regisseur
- Bernd Radtke (* 1960), Fotograf und Künstler
- Gisela Steinhauer (* 1960), Moderatorin und freie Journalistin
- Sigrid Zeevaert (* 1960), Kinderbuchautorin

#### 1961 bis 1970
- Holger Braunschweig (* 1961), Chemiker und Hochschullehrer
- Dieter Call (* 1961), Bildender Künstler und Musiker
- Thomas Corsten (* 1961), Epigraphiker und Althistoriker
- Michael Hollmann (* 1961), Historiker und Archivar
- Achim John (* 1961), Boxer
- Peter Kiefer (* 1961), Komponist und Klangkünstler
- Armin Laschet (* 1961), Politiker, Ministerpräsident des Landes Nordrhein-Westfalen a. D.
- Josef Nehl (* 1961), Fußballspieler, Unternehmer
- Thomas Neukirchen (* 1961), Germanist und Literaturwissenschaftler, Hochschullehrer
- Robert Oltay (* 1961), österreichischer Grafiker und Maler
- Martina Pohl (* 1961), Chemikerin
- Martin Ebbertz (* 1962), Schriftsteller und Drehbuchautor
- Bernhard Emunds (* 1962), römisch-katholischer Theologe
- Claudia Felser (* 1962), Chemikerin, Materialwissenschaftlerin und Hochschullehrerin
- Achim Kaufmann (* 1962), Jazz-Pianist
- Renate Loll (* 1962), theoretische Physikerin
- Alfred Neuwald (* 1962), Comiczeichner und Illustrator
- Bernhard Katzy (1962–2015), Diplomkaufmann, Ingenieur und Hochschullehrer
- Stefan Palm (* 1962), Organist, Cembalist, Pianist und Hochschulrektor
- Bernd Pietschmann (1962–2024), Wirtschaftswissenschaftler und Rektor an der FH Aachen
- Stephan Reimertz (* 1962), Kunsthistoriker und Romancier
- Dieter Schleip (* 1962), Musiker und Komponist
- Karl-Josef Wasserhövel (* 1962), Politiker
- André Winkhold (* 1962), Fußballspieler
- Monika Borgmann (* 1963), deutsch-libanesische Filmemacherin
- Boris von Brauchitsch (* 1963), Fotograf, Kurator und Schriftsteller
- Sabina Classen (* 1963), Thrash-Metal-Sängerin
- Andreas Filippi (* 1963), Fachzahnarzt für Oralchirurgie
- Manfred Mahsberg (* 1963), Maler
- Norbert Müller (* 1963), Schriftsteller
- Susanne Spülbeck (* 1963), Ethnologin und Organisationsberaterin
- Susanne Stephan (* 1963), Schriftstellerin
- Andreas Voss (* 1963), Autor
- Birgit Drießen-Hölscher (1964–2004), Chemikerin
- Guido Eckert (* 1964), Journalist und Schriftsteller
- Elke Heinrichs (* 1964), Wasserspringerin
- Cordula Kablitz-Post (* 1964), Regisseurin, Autorin und Filmproduzentin
- Vera Klee (* 1964), Schriftstellerin
- Horst Krumbach (* 1964), Sozialunternehmer
- Michaela Krützen (* 1964), Medienwissenschaftlerin
- Jörg Lau (* 1964), Journalist und Publizist
- Dirk Meissner (* 1964), Maler, Cartoonist, und Karikaturist
- Ralf Metzenmacher (1964–2020), Maler und Designer
- Achim Mohné (* 1964), Künstler
- Hartmut Neven (* 1964), Informatiker, Engineering Director bei Google
- Uwe Ostendorff (* 1964), Sozialpädagoge
- Michael Reisch (* 1964), Bildender Künstler und Fotograf
- Ulrich Schröder (* 1964), Comiczeichner
- Sabine Verheyen (* 1964), Politikerin
- Astrid Vollenbruch (* 1964), Autorin
- Friederike Wall (* 1964), Wirtschaftswissenschaftlerin, Hochschullehrerin
- Dirk Bieresborn (* 1965), Jurist und Richter am Bundessozialgericht
- Michael Hammers (* 1965), Künstler und Designer
- Susanne Janssen (* 1965), Bilderbuchillustratorin
- Dietmar Johnen (* 1965), Politiker
- Thomas Kemmerich (* 1965), Politiker, Ministerpräsident von Thüringen a. D.
- Lothar Koenigs (* 1965), Dirigent
- Astrid Mania (* 1965), Kunsthistorikerin, Kunstkritikerin, Autorin und Übersetzerin
- Martin Scheringer (* 1965), Chemiker und Fachbuchautor
- Lars Schmitz-Eggen (* 1965), Journalist und Autor
- Ruth Schmitz-Streit (* 1965), Mikrobiologin und Hochschullehrerin
- Andreas F. Staffel (* 1965), Komponist und Pianist
- Anne Vogd (* 1965), Kabarettistin, Karnevalistin und Kolumnistin
- Wolfgang Cortjaens (* 1966), Bau- und Kunsthistoriker
- Michael Hoppe (* 1966), Kirchenmusiker, seit 2013 Aachener Domorganist
- Lothar Odinius (* 1966), Opern- und Konzertsänger
- Andreas Platthaus (* 1966), Journalist und Autor
- Markus Rieß (* 1966), Volkswirt, Manager
- Ralf Schneider (* 1966), Anglist, Literaturwissenschaftler und Hochschullehrer
- Harald Schröder (* 1966), Grafiker, Comiczeichner, Animationsfilmer, Storyboarder, Illustrator, Designer und Artdirector
- Michael von Wolff (* 1966), Gynäkologe
- Ute Bonde (* 1967), Politikerin
- Daniel Call (* 1967), Schriftsteller, Bühnenautor und Regisseur
- Martin Jörß (* 1967), Hamburger Politiker
- Stefan Keller (* 1967), Schriftsteller, Dozent und Storytellingcoach
- Thomas Schauerte (* 1967), Kunsthistoriker
- Frank Sommer (* 1967), Professor für Männergesundheit
- Stefan Weber (* 1967), Islamwissenschaftler
- Pat Appleton (* 1968), Jazz- und Soulsängerin
- Christiane Benner  (1968), Soziologin und Gewerkschaftsfunktionärin
- Martin Gruner (* 1968), parteiloser Politiker
- Ildikó von Kürthy (* 1968), Schriftstellerin und Journalistin
- Andreas Petrik (* 1968), Politik- und Sozialwissenschaftler
- Dirk Reißer (* 1968), Tänzer, Tanzsporttrainer und Choreograph
- Georg Schuppener (* 1968), Sprachwissenschaftler
- Robert Boes (* 1969), Wasserbauingenieur
- Ingrid Davis (* 1969), Kriminalschriftstellerin
- Robert Gallinowski (1969–2023), Schauspieler
- Stephan Kaußen (* 1969), freier Journalist, Hochschuldozent und Moderator
- Sascha Maassen (* 1969), Automobilrennfahrer
- Jörg Vincent Malotki (* 1969), Schauspieler
- Aiman Mazyek (* 1969), Vorsitzender des Zentralrats der Muslime in Deutschland
- Dorothee Oberlinger (* 1969), Blockflötistin
- Andreas Oetting (* 1969), Bauingenieur und Hochschullehrer
- Leander Scholz (* 1969), Kulturwissenschaftler und Schriftsteller
- Melanie Steffens (* 1969), Psychologin
- Nika Bertram (* 1970), Schriftstellerin
- Martin Blechschmidt (* 1970), Bundestrainer der deutschen Nationalmannschaft im Sitzvolleyball der Herren
- Ilka Endres (* 1970), Fotomodell und Miss Germany 1995
- Oliver Gaspirtz (* 1970), Cartoonist und Autor
- Oliver Held (* 1970), Filmeditor, Filmemacher und Künstler
- Stephan Keller (* 1970), Oberbürgermeister von Düsseldorf
- Leonhard Koppelmann (* 1970), Hörspielregisseur
- Nicole Malangré (* 1970), Musicalsängerin
- Birgit Mock (* 1970), Geschäftsführerin des Hildegardis-Vereins
- Tim Raschke (* 1970), Posaunist und Komponist
- Felicia Sternfeld (* 1970), Kunsthistorikerin

#### 1971 bis 1980
- Julia A. B. Hegewald (* 1971), Kunsthistorikerin
- Michael Hilgers (* 1971), Autor
- Claudia Hürtgen (* 1971), Autorennfahrerin
- Dirk Lehmann (* 1971), Fußballspieler
- David Nelting (* 1971), Romanist
- Marcel Philipp (* 1971), CDU-Politiker und Oberbürgermeister von Aachen
- Klaus Michael Indlekofer (* 1971), Physiker
- Eckhard Sauren (* 1971), Unternehmer
- Armin Boehm (* 1972), Maler
- Stefan Frädrich (* 1972), Arzt, Betriebswirt, Bestsellerautor und Dozent
- Martin Huidobro (* 1972), Künstler
- Harald Jers (* 1972), Chorleiter und Hochschullehrer
- Jutta Kaiser (* 1972), Kanutin
- Thomas Koch (* 1972), Schachspieler
- Manuel Rösler (* 1972), Komponist und Musiker
- Frank Schmitz (* 1972), Kunsthistoriker und Architekturhistoriker
- Lioba Werth (* 1972), Psychologin
- Rita Winkelmann (* 1972), Schauspielerin
- Daniel Aminati (* 1973), Fernsehmoderator, Sänger und Schauspieler
- Sebastian Groth (* 1973), Diplomat
- Sabine Klauke (* 1973), deutsche Managerin in der Luft- und Raumfahrtindustrie
- Jan Krüger (* 1973), Filmregisseur
- Silke Andrea Schuemmer (* 1973), Schriftstellerin, Kunsthistorikerin und freie Journalistin
- Jan Wigger (1973–2024), Musikkritiker
- Lars Breuer (* 1974), Freier Künstler und Hochschullehrer
- Jens Dautzenberg (* 1974), Leichtathlet
- Birgit Erwin (* 1974), Schriftstellerin
- Christian Hagemann (* 1974), belgischer Handballspieler
- David Koenig (* 1974), Fotokünstler
- Lothar Willms (* 1974), Altphilologe
- Thomas Dautzenberg (* 1975), Verwaltungsjurist
- Tom Keune (* 1975), Schauspieler
- Jürgen Radel (* 1975), Professor für Betriebswirtschaftslehre
- Tina Richter-Vietor (1975–2007), Vielseitigkeitsreiterin
- Kool Savas (* 1975), Rapper
- Kai Savelsberg (* 1975), Maler und Bühnenmaler
- Riccardo Bavaj (* 1976), Historiker
- Jan Eschke (* 1976), Jazzmusiker
- Torben Klein (* 1976), Sänger, Bassist und Komponist
- Fabian Schläper (* 1976), Songkabarettist und Textdichter
- Uli Breitbach (* 1977), Musiker
- Björn Jansen (* 1977), Kommunalpolitiker, Bürgermeister der Stadt Aachen
- Philipp Maintz (* 1977), Komponist
- Frank Wallitzek (* 1977), Hörfunkmoderator
- Laurens Walter (* 1977), Schauspieler
- Stephanie Binding (* 1978), Bildhauerin und Malerin
- Alexander Frohn (* 1978), Extreme-Metal-Musiker
- Heiko Andreas von der Gracht (* 1978), Zukunftsforscher
- Thomas Hahn-Bruckart (* 1978), Theologe
- Harald Neuber (* 1978), Journalist und Autor
- Hendrik Schmitz (* 1978), Politiker, Mitglied des Landtags von Nordrhein-Westfalen
- Julia-Christina Stange (* 1978), Politikerin, Mitglied des Deutschen Bundestages
- Fabian Thylmann (* 1978), Unternehmer
- Jannis Konstantinidis (* 1979), Basketballspieler
- Claudia Niessen (* 1979), Architektin und belgische Politikerin
- Anno Schreier (* 1979), Komponist
- Samir Arabi (* 1979), Fußballfunktionär
- Marc Eberle (* 1980), Fußballspieler
- David Garrett (* 1980), deutsch-US-amerikanischer Violinist
- Tim Grüttemeier (* 1980), Politiker und hauptamtlicher Bürgermeister der Stadt Stolberg im Rheinland, Städteregionsrat
- Christian Mohr (* 1980), Footballspieler
- Christoph Mueller (* 1980), Cartoonist und Illustrator
- Daniel Pontzen (* 1980), Fernsehmoderator und Journalist
- Sebastian Sturm (* 1980), Reggae-Musiker

#### 1981 bis 2000
- Christine Becker (* 1981), Windsurferin
- Jonas Burgwinkel (* 1981), Jazzmusiker
- Elisabeth Hoppe (* 1981), Schauspielerin
- Uğur İnceman (* 1981), Fußballspieler
- Kathrin Moosdorf (* 1981), Politikerin (Bündnis 90/Die Grünen)
- Mirko Uhlig (* 1981), Musiker
- Bierkapitän, geb. Patrick Portnicki (* 1982), Partyschlagersänger
- David Breuer (* 1982), Handballspieler
- Matthias Flohr (* 1982), Handballspieler und -trainer
- Cathrin Lange (* 1982), Opernsängerin
- Peter M. Quadflieg (* 1982), deutsch-belgischer Historiker
- Susanne Steiger (* 1982), Juwelierin
- Friederike Trudzinski (* 1982), Autorin und Dramaturgin
- Danger Dan (* 1983), Rapper
- René Schild (* 1983), Radrennfahrer
- Michael Schweizer (* 1983), Radrennfahrer
- Sarah Bauerett (* 1984), Schauspielerin
- Sarah Bosetti (* 1984), Autorin, Satirikerin, Bühnenliteratin und Moderatorin
- Julia Fischer (* 1984), Ärztin, Journalistin und Moderatorin
- Moritz Poth (* 1984), Filmeditor
- Astrid Séville (* 1984), Politikwissenschaftlerin
- Kristina Ziemons (* 1984), Duathletin und Triathletin sowie mehrfache Deutsche Meisterin
- Katrin Heß (* 1985), Schauspielerin
- Julia Kuhn (* 1985), Automobilrennfahrerin
- Nicole Schuster (* 1985), Autorin
- Ilka Semmler (* 1985), Beachvolleyballspielerin
- Lisa Thomsen (* 1985), Volleyballspielerin
- Sebastian Bayer (* 1986), Weitspringer
- Sabrina Bemmelen (* 1986), Fußballspielerin
- Shawn Bu (* 1986), Filmregisseur und Webvideoproduzent
- Kim Zarah Langner (* 1986), deutsch-französische Schauspielerin, Theaterregisseurin, Autorin sowie Übersetzerin
- Christoph Schweizer (* 1986), Radsportler
- Annika Fohn (* 1987), Sozialwissenschaftlerin, Politikerin (CDU) und Landtagsabgeordnete
- Ye-One Rhie (* 1987), Politikerin und Bundestagsabgeordnete
- Thomas Weinberg (* 1987), Springreiter
- Tobias Wendl (* 1987), Rennrodler
- Julien Bam, geb. Julien Zheng Zheng Kho Budorovits (* 1988), Webvideoproduzent
- Christian Held (* 1988), Basketballtrainer
- Tim Krumpen (* 1988), Fußballtorhüter
- Lucas Leidinger (* 1988), Jazzpianist
- Henning Quade (* 1988), Handballspieler
- Florian Braun (* 1989), Politiker und MdL Nordrhein-Westfalens
- Kat, geb. Katharina Zahn (* 1989), Popsängerin
- Benjamin Fadavian (* 1990), Jurist und Kommunalpolitiker
- Dennis Lang (* 1990), Fußballspieler
- Tilo Weber (* 1990), Jazz- und Improvisationsmusiker
- Rebecca Mir (* 1991), Model
- Tobias Haitz (* 1992), Fußballspieler
- Carina Zacharias (* 1993), Kinder- und Jugendbuchautorin
- CrispyRob, geb. Robert Brosowski (* 1993), YouTuber, Webvideoproduzent und Autor von Kochbüchern
- Rafael García (* 1993), deutsch-spanischer Fußballspieler
- Laura Postma (* 1993), Politikerin (Bündnis 90/Die Grünen)
- Kai-David Bösing (* 1994), Fußballspieler
- Joshua Huppertz (* 1994), Radrennfahrer
- Katharina Müller (* 1994), Basketballspielerin
- Leart Paqarada (* 1994), kosovarischer Fußballspieler
- Marcel Simon (* 1994), Fußballspieler
- Tobias Mohr (* 1995), Fußballspieler
- Lukas Benner (* 1996), Politiker (Bündnis 90/Die Grünen). Mitglied des Deutschen Bundestags.
- Marc Brašnić (* 1996), Fußballspieler
- Eva Janssens (* 1996), Badmintonspielerin
- Michael Röls (* 1997), Politiker (Bündnis 90/Die Grünen) und Landtagsabgeordneter
- Simon Oslender (* 1998), Organist
- Kai Havertz (* 1999), Fußballspieler
- Darius Heid (* 1999), Pianist und Komponist
- Jazeek (* 1999), Rapper
- Anil Aydin (* 2000), Fußballspieler
- Nick Braun (* 2000), belgisch-deutscher Handballspieler

#### Ab 2001
- Kevin Bukusu (* 2001), Fußballspieler
- Tim Köther (* 2001), Fußballspieler
- Karla Görlitz (* 2001), Fußballspielerin
- Maja Löcker (* 2003), Volleyballspielerin
- Sadik Fofana (* 2003), Fußballspieler
- Viola Leuchter (* 2004), Handballspielerin
- Ken Izekor (* 2007), Fußballspieler

## Personen mit Bezug zu Aachen

### 8. bis 18. Jahrhundert
- Karl der Große (747/48–814), König des Fränkischen Reiches und römischer Kaiser
- Benedikt von Aniane (vor 750 – 821), Klostergründer und Reformabt des katholischen Benediktinerordens
- François Blondel (1613–1703), Bade- und Kurarzt, führte die Trinkkur in Aachen ein
- Jean Jacques de Bougie marquis de Chaussade (1655–1744), Marschall von Frankreich, starb in Aachen
- Joseph Moretti († 1793), Architekt und Barockbaumeister des 18. Jahrhunderts
- Marc-Antoine Berdolet (1740–1809), katholischer Priester, erster Bischof von Aachen
- Martin Leydel (1747–1817), Departmentsbaumeister des Rur-Departements und Aachener Stadtbaumeister
- Jakob Friedrich Kolb (1748–1813), Textilunternehmer und erster Maire der Stadt Aachen
- Andreas Monheim (1750–1804), Apotheker, 1797–1798 Bürgermeister
- Mathias Solders (1750–1826), Arzt, 1820–1826 Oberbürgermeister
- Alexandre de Lameth (1760–1829), französischer Politiker, Präfekt des Rur-Departements in Aachen (1806–1809)
- Jean Charles François de Ladoucette (1772–1848), letzter französischer Präfekt des Rur-Departements in Aachen (1809–1814)
- Christian Quix (1773–1844), Heimatforscher und Aachener Stadtbibliothekar
- Wilhelm Daniels (1778–1845), beigeordneter Oberbürgermeister und Präsident der Handelskammer
- Michael Wecklein (1778–1849), römisch-katholischer Theologe und Geistlicher, Kanonikus in Aachen
- Johann Baptist Joseph Bastiné (1783–1844), flämisch-deutscher Maler, Gründer der Aachener Zeichenschule
- Adam Franz Friedrich Leydel (1783–1838), Architekt und Baumeister des Klassizismus, Stadtbaumeister in Aachen
- Friedrich Joseph von Coels (1784–1856), preußischer Landrat und Polizeidirektor von Aachen
- Josef Guisez (1784–1848), Polizeidirektor und Landrat des Stadtkreises Aachen
- Johann Peter Cremer (1785–1863), Architekt und Baumeister des Klassizismus und später der Neugotik
- Edmund Emundts (1792–1871), Oberbürgermeister von Aachen und Präsident der Industrie- und Handelskammer Aachen
- Johann Arnold Bischoff (1796–1871), Tuchfabrikant und Handelsgerichtspräsident
- Wilhelm Smets (1796–1848), Schriftsteller und Kanonikus am Aachener Münster
- Heinrich von Dechen (1800–1889), Professor für Bergbaukunde, Ehrenbürger der Stadt Aachen wegen der Erhaltung der Thermalquellen der Stadt

### 19. Jahrhundert
- Carl Schmid (* um 1805; † nach 1850), Porträtmaler
- Friedrich Joseph Ark (1807–1878), Aachener Stadtbaumeister
- Arnold Theodor Wilhelm Albert Simons (1813–1863), Architekt, Eisenbahndirektor der Königlichen Aachen-Düsseldorf-Ruhrorter Eisenbahn und Schwager von Karl Marx
- Hermann Ariovist von Fürth (1815–1888), Jurist und Mitglied des Deutschen Reichstags
- Hermann Hirsch (1815–1900), Polizeidirektor und Landrat des Stadtkreises Aachen
- Paul Julius Reuter (1816–1899), Gründer der Nachrichtenagentur Reuters, die in Aachen gegründet wurde
- Georg Hasenclever (1817–1904), Landrat des Landkreises Aachen
- Barthold Suermondt (1818–1887), erster großer Stifter des heutigen Suermondt-Ludwig-Museums in Aachen
- Carl Rhoen (1822–1899), Vermessungstechniker, Bauunternehmer und Publizist
- Jacob Wothly (1823–1873), Pionier der Fotografie und Erfinder
- Friedrich Heinzerling (1824–1906), Brückenbaumeister, Professor für Bauwissenschaften und Rektor der RWTH Aachen
- Ludwig von Weise (1828–1915), Oberbürgermeister von 1875 bis 1883
- Wilhelm Leopold Janssen (1830–1900), Politiker
- Heinrich Milz (1830–1909), Gymnasialprofessor, Philologe und Rektor
- Georg Stahlhuth (1830–1913), Orgelbauer
- Heinrich Böckeler (1836–1899), römisch-katholischer Priester, Begründer und erster Direktor der Kirchenmusikschule St.-Gregorius-Haus in Aachen
- Alfons Bellesheim (1839–1912), Kirchenhistoriker und Stiftspropst am Aachener Dom
- Franz Ewerbeck (1839–1889), Architekt und Hochschullehrer an der Königlich Rheinisch-Westphälischen Polytechnischen Schule zu Aachen
- Julian von Hartmann (1842–1916), Regierungspräsident von 1892 bis 1907
- Karl Henrici (1842–1927), Architekt, Stadtplaner und Hochschullehrer
- Otto Intze (1843–1904), Bauingenieur und Rektor der RWTH Aachen
- Moritz Honigmann (1844–1918), Chemiker, Erfinder und Unternehmer
- Josef Stübben (1845–1936), Baumeister und Stadtplaner, Aachener Stadtbaumeister
- Julius Bredt (1855–1937), Chemiker und Professor an der RWTH
- Wilhelm Borchers (1856–1925), Metallhüttenkundler und Rektor der RWTH Aachen
- Karl von Pastor (1857–1919), Landrat des Landkreises Aachen
- Otto von Pelser-Berensberg (1857–1935), deutsch-niederländischer Bergbauunternehmer, Honorarkonsul der Niederlande und Generalkonsul des Großherzogtums Luxemburg in Aachen
- Karl Krauß (1859–1906), Bildhauer des Historismus und Hochschullehrer.
- August von Brandis (1859–1947), impressionistischer Maler und Dekan der RWTH Aachen
- Adolf Schützler (1860–1932), Konteradmiral (Ing.)
- Wilhelm Farwick (1863–1941), Oberbürgermeister von Aachen und Mitglied der Verfassunggebenden Nationalversammlung in Weimar
- Franz Rudolf Bornewasser (1866–1951), römisch-katholischer Bischof, Direktor der Kirchenmusikschule St.-Gregorius-Haus in Aachen
- Karl Josef Gollrad (1866–1940), Kunstmaler, Lehrer an der Kunstgewerbeschule Aachen sowie der Gewerblichen Mal- und Zeichenschule der Stadt Aachen
- Nanny Lambrecht (1868–1942), Schriftstellerin
- Adolf Wallichs (1869–1959), Hochschullehrer für Werkzeugmaschinen und Betriebslehre und Rektor der RWTH Aachen
- Hans Anetsberger (1870–1942), Professor an der Kunstgewerbeschule Aachen
- Arnold Königs (1871–1960), Architekt und Bauunternehmer
- Gustav Schimpff (1871–1919), Eisenbahn-Bauingenieur und Hochschullehrer an der RWTH Aachen
- Hermann Krahforst (1872–1943), Kunstmaler
- Theodor Pfeiffer (1875–1936), Komponist
- Hermann Pütz (1878–1928), Verwaltungsbeamter und Landrat des Landkreises Aachen
- Albert Huyskens (1879–1956), Direktor des Stadtarchivs und der Stadtbibliothek, Professor für Deutsche und Rheinische Geschichte an der RWTH Aachen
- Nikolaus Jansen (1880–1965), römisch-katholischer Prälat, Politiker (Zentrum), Aachener Domkapitular und NS-Gegner
- Helene Weber (1881–1962), Politikerin (Zentrum, später CDU), Leiterin der Sozialen Frauenschule Aachen
- Jürgen Freiherr von Funck (1882–1963), Verwaltungsbeamter und Landrat des Landkreises Aachen
- Josef Ponten (1883–1940), Schriftsteller
- Alfred Buntru (1887–1974), Professor für Wasserbau und stellvertretender Reichsdozentenführer
- Johann Ernst (1888–1969), Gewerkschafter und Politiker (Zentrum, später CDU), Landesminister und Landrat des Landkreises Aachen
- Quirin Jansen (1888–1953), Oberbürgermeister der Stadt Aachen (1933–1944) und Funktionär der NSDAP
- Maria Lipp (1892–1966), Chemikerin, erste Doktorandin, Professorin und Ordinaria der RWTH Aachen
- Hans Westhoff (1893–1961), Verwaltungsbeamter und 1944 Landrat des Landkreises Aachen
- Mathias Wilms (1893–1978), sozialdemokratischer Politiker und Gewerkschafter, Mitglied des Ernannten Landtages von Nordrhein-Westfalen
- Wienand Ungermann (1895–1969), erster Landrat des Landkreises Aachen nach dem Zweiten Weltkrieg
- Ilse Essers (1898–1994), Ingenieurin und Schriftstellerin
- Hans Globke (1898–1973), Jurist und Verfasser der Nürnberger Gesetze; stellvertretender Polizeipräsident in Aachen
- Hermann Heerdt (1900–1959), preußischer Verwaltungsbeamter und Landrat des Landkreises Aachen

### 20. Jahrhundert
- Fritz Schwerdt (1901–1970), Kirchengoldschmied
- Rudolf Steinbach (1903–1966), Architekt und Professor für Baukonstruktionslehre an der RWTH Aachen
- Willy Weyres (1903–1989), Kölner Dombaumeister und Professor für Baugeschichte und Denkmalpflege an der RWTH Aachen
- Doris Schachner (1904–1988), erste deutsche Professorin für Mineralogie und Ehrensenatorin der RWTH Aachen
- Walther Kuhla (1907 – nach 1944), Verwaltungsbeamter und 1944 Landrat des Landkreises Aachen
- Hubert Werden (1908–2005), Künstler und Kunsterzieher
- Hans Ernst Schneider alias Hans Schwerte (1909/10–1999), SS-Hauptsturmführer und Literaturwissenschaftler
- Karl Friedrich Kohlenberg (1915–2002), Schriftsteller
- Erich Schild (1917–1998), Architekt und Professor an der RWTH Aachen mit den Spezialgebieten Baukonstruktion, Bauphysik und Bauschadensfragen
- Edmund Tersluisen (1918–2006), Rechtsanwalt, Kommunalpolitiker (CDU) und Landrat des Landkreises Aachen
- Berta Kals (1923–2016), Künstlerin, insbesondere von Weihnachtskrippen
- Georg Menges (1923–2021), Maschinenbauer, Hochschullehrer und Pionier der Kunststofftechnik, lebte im Stadtteil Laurensberg
- Hannes Messemer (1924–1991), Schauspieler und Hörspielsprecher
- Egidius Braun (1925–2022), Präsident des Deutschen Fußball-Bundes
- Albrecht Mann (1925–2003), Professor für Baugeschichte an der RWTH Aachen
- Walter Ameling (1926–2010), Professor für Allgemeine Elektrotechnik und Datenverarbeitungssysteme an der RWTH Aachen
- Hubert Löneke (1926–2011), Bildhauer
- Günter Urban (1926–2017), Professor für Baugeschichte und Denkmalpflege an der RWTH Aachen
- Ingeborg Schild (1927–2022), Professorin für Baugeschichte und Denkmalpflege an der RWTH Aachen
- Wolfgang Trommer (1927–2018), Dirigent, Generalmusikdirektor am Stadttheater Aachen 1962–74
- René Flosdorff (1929–2017), Elektroingenieur und Rektor der Fachhochschule Aachen
- Erwin Patzke (1929–2018), Botaniker
- Ludwig von Bogdandy (1930–1996), Metallurg und Industriemanager, Professor an der RWTH Aachen
- Hildegard Reitz (1930–2019), Kunsthistorikerin und Rektorin der Fachhochschule Aachen
- Helmut Strehl (1931–2019), Bauingenieur und Rektor der Fachhochschule Aachen
- Axel Hinrich Murken (* 1937), Medizin- und Kunsthistoriker, Professor an der RWTH Aachen
- Theo Buck (1930–2019), Germanist, Professor an der RWTH Aachen
- Sigurd Daecke (* 1932 in Hamburg), Professor für Evangelische Theologie und ihre Didaktik an der RWTH
- Algirdas Milleris (1932–2023), Fotokünstler
- Heiner Berger (1933–2015), Oberstadtdirektor und Politiker
- Heinz-Gregor Johnen (1933–2012), Unternehmer und langjähriger Leiter der Zentis GmbH & Co. KG in Aachen
- Fritz G. Rohde (1935–2024), Bauingenieur und Bildender Künstle, Professor für Bauingenieurwesen an der RWT Aachen
- Joachim Bandau (* 1936), Bildhauer, Maler, Grafiker und Hochschullehrer
- Bacharuddin Jusuf Habibie (1936–2019), Staatspräsident von Indonesien, Ehrenbürger der RWTH Aachen
- Irmin Schmidt (* 1937), Musiker, Kapellmeister am Theater Aachen
- Helmut Schanze (* 1939), Germanist und Medienwissenschaftler
- Herbert Feser (1939–2020), Psychologe und Hochschullehrer
- Wilhelm Bruners (* 1940), katholischer Theologe und Lyriker
- Hermann Josef Buchkremer (* 1940),  Physiker und Rektor der Fachhochschule Aachen
- Barbara und Michael Leisgen Barbara Leisgen (1940–2017), Michael Leisgen (* 1944)
- Hans Hermann Henrix (* 1941), Akademiedirektor
- Horst Indlekofer (* 1941), Hochschullehrer an der RWTH Aachen
- Klaus Quirini (1941–2023), Discjockey und Sachverständiger für Musikrecht
- Reinhard Dauber (* 1942), Architekt, Kunsthistoriker und Professor an der RWTH Aachen
- Frieder Döring (* 1942), Arzt und Schriftsteller
- Burkhard Rauhut (* 1942), Professor für Statistik und Wirtschaftsmathematik und Rektor an der RWTH Aachen
- Dieter Schinzel (1942–2024), Physiker und Politiker (SPD, SPE)
- Radu Malfatti (* 1943), österreichischer Posaunist
- Karl von Monschau, eigentlich Karl H. Winter, (* 1944), Maler und Objektkünstler
- Christa Murken (* 1944), Kunsthistorikerin, Malerin und Schriftstellerin
- Axel Kutsch (* 1945), Schriftsteller und Herausgeber
- Klaus Paier (1945–2009), Graffiti-Künstler, bekannt als Aachener Wandmaler
- Wilhelm Schürmann (* 1946), Fotograf, Professor für Fotografie und Kunstsammler
- Wolf Steinsieck (* 1946), Romanist, Hochschullehrer an der RWTH Aachen und Honorarkonsul der Französischen Republik in Aachen
- Ulrich Daldrup (* 1947), Wissenschaftler und Bürgermeister
- Janet Brooks Gerloff (1947–2008), Malerin der Moderne
- Hermann Zwi Szajer (* 1948), Künstler
- Jürgen von der Lippe (* 1948), Fernsehmoderator, Entertainer, Schauspieler und Komiker
- Walter Brusius (* 1950), Maler
- Gerhard Michael Artmann (* 1951), Hochschullehrer und Schriftsteller
- Manfred Schulte-Zurhausen (* 1951), Maschinenbauingenieur und Wirtschaftswissenschaftler, Rektor der Fachhochschule Aachen
- Thomas Mang (* 1952), Professor der Polymerchemie an der FH Aachen
- Eric Peters (* 1952), Maler
- Peter Schoenen (1952–2014), Lehrer, Schriftsteller und Sachbuchautor
- Brigitte Capune-Kitka (* 1953), Politikerin, Stewardess, Lehrerin
- Reiner Priggen (* 1953), Politiker
- Edith Suchodrew (* 1953), Künstlerin und Rezitatorin
- Marcus Baumann (* 1955), Professor für Biotechnologie und Rektor der FH Aachen
- Michael Kuhn (* 1955), Schriftsteller und Verleger
- Thomas Griese (* 1956), Jurist und Politiker
- Reinhard Kiefer (* 1956), Schriftsteller und Literaturwissenschaftler
- Ton de Ridder (* 1956), Dressurausbilder
- Jürgen Nendza (* 1957), Schriftsteller
- Petra Welteroth (* 1959), Theaterschauspielerin und Jazz-Sängerin
- Manfred Leuchter (* 1960), Komponist, Produzent und Akkordeonspieler
- Norbert Pohlmann (* 1960), Professor für Informatik und Unternehmer
- Rolf Schnier (* 1960), Skatweltmeister
- Klára Hůrková (* 1962), tschechisch-deutsche Schriftstellerin
- Sibylle Keupen (* 1963), Oberbürgermeisterin der Stadt Aachen
- Claudia Cormann (* 1963), Journalistin, Politikerin (FDP) und Landtagsabgeordnete
- Bernhard van Treeck (* 1964), Unparteiisches Mitglied beim Gemeinsamen Bundesausschuss und Autor
- Erwin Lammenett (* 1964), Wirtschaftswissenschaftler und Autor
- Werner Pfeil (* 1966), Abgeordneter im Landtag Nordrhein-Westfalen und Präsident des Aachener Karnevalsvereins
- Thomas Kirn (* 1967), Physiker
- Michael Witte (* 1970), Musiker und Liedermacher
- Mario Lombardo (* 1972), Gestalter und Kommunikationsdesigner
- Marcus Dahm (* 1977), Komponist, Kirchenmusiker und Musikwissenschaftler
- Christoph Wenzel (* 1979), Schriftsteller und Herausgeber
- Liza Kos (* 1981), Komikerin, Kabarettistin und Songwriterin
- Judith C. Vogt (* 1981), Schriftstellerin
- MoTrip (* 1988), Rapper
- Jana Franziska Poll (* 1988), Volleyballspielerin
- Rezo (* 1992), YouTuber und Streamer
- Yannick Flohé (* 1999), Sportkletterer

### 21. Jahrhundert
- Moritz Wesemann (* 2002), Wasserspringer